# 林蚩正
林 蚩正（イム・チジョン、임치정、1880年9月26日 - 1932年1月9日）は韓国の独立運動家、号は春谷・平安南道竜岡出身の吏曹判書林国老の息子。

## 活動
1904年にアメリカ合衆国に渡って安昌浩などと僑胞団体共立協会を組織し、幹事となり機関紙『共立新報』を刊行した。ハワイの韓国人が1903年に組織した新民会に加入したが、新民会創立後に同族団結、民智啓発、国政刷新を綱領に設定して홍승하を会長に選任する一方、同年12月2日にはハワイのカウアイ (Kauai)とカッパー (Kapaa)地方に支会を設立した。
しかし、ハワイ聖公会系の김익성・최윤백などが会の名称が新民という点と綱領に国政刷新を掲げた点を取り上げ、これは大韓帝国政府を転覆しようとする反逆行為と責めてこれを韓国政府に報告した。このような政治意識差と宗教的分派外や전대금수봉事件による分裂などで1904年4月20日に新民会は結局解体された。
1907年冬帰国して『大韓毎日申報』で会計事務を引き受けた。1907年に組織された秘密結社新民会に加入して活動して日本が愛国人物を弾圧するために操作した「梁起鐸など保安法違反事件」と「105人事件」、つまり「寺内正毅総督謀殺未遂事件」に連座して1911年日本警察に捕まった。

## 105人事件関連
いわゆる「大逆事件」に指称された105人事件は朝鮮総督府版の寺内正毅総督暗殺未遂事’だった。1910年11月に安重根の従弟安明根と裵敬鎮・朴万俊などは満洲に軍官学校を設立するために黄海道松禾郡の신석효、新川郡の이완식などから資金を募金中に민모の密告で逮捕した。これが安明根事件であるが、暗殺事件で拡大し、総督暗殺未遂事件となった。
1910年11月27日に鴨緑江鉄橋竣工式に参加する寺内総督を暗殺を計画したという濡れ衣で105人が起訴され、通称105人事件と呼ばれる。検挙された600余人の大半が新民会員であった。ソウルの尹致昊・梁起鐸、平北の李昇薫、平壌の安泰国、黄海道の金九などである。同上教会の全徳基牧師はこの時の拷問で死去した。1911年7月梁起鐸・林蚩正・朱鎮洙・安泰国など16人の保安法違反判決文は日本のねつ造事件と云い放った。
“西間島に団体的移住を期し、朝鮮本土で財力のある多数人民を同地（西間島）に移住させ、土地を買い、里を作って新領土で三校…学校及び教会を作り、ひいては武官学校を設立して文武双全教育を実施して機会に乗って独立戦争を起こして旧韓国の国権を回復しようとした。”
国外独立運動根拠地（新領土）と武官学校設立阻止が「寺内正毅総督謀殺未遂事件」をねつ造した理由であったことを表す判決文である。大韓毎日新報1911年7月23日付けは安明根は無期懲役、朱鎮洙・梁起鐸・安泰国・林蚩正などは懲役2年刑を受けたと伝える。大逆事件で日本内無政府主義・社会主義勢力が、105人事件で新民会が大きく萎縮した。
1932年1月9日に死去した。